# Deodoro Pantoja da Rocha

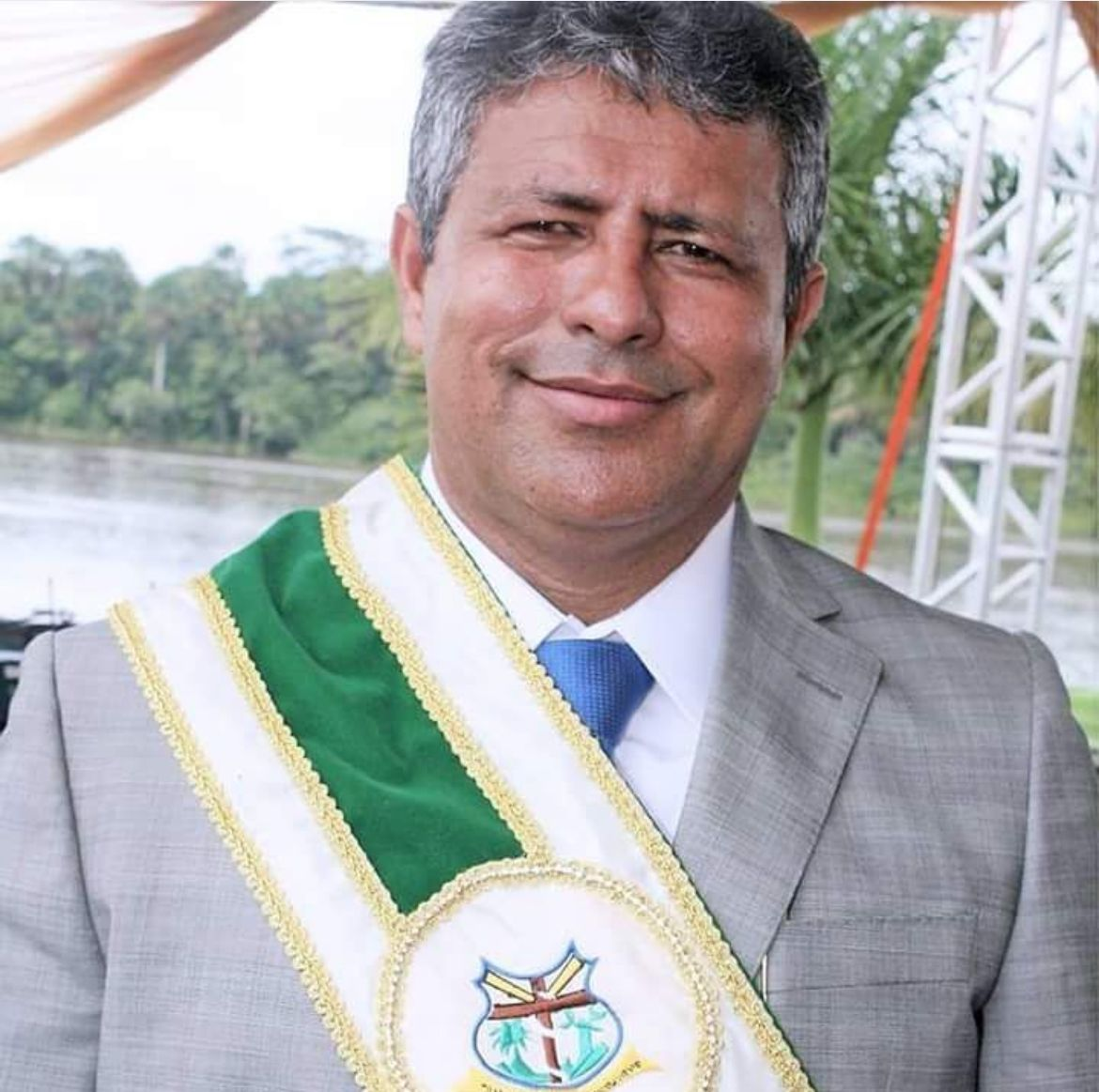
IE-IÉ em sua posse

## Biografia
Deodoro Pantoja da Rocha (Igarapé-Miri, 16 de dezembro de 1964), mais conhecido como IE-IÉ, é um professor, DJ, agricultor e político brasileiro. Foi eleito e reeleito prefeito do município de Moju pelo PSDB.
IE-IÉ iniciou sua trajetória política como vereador de Moju, sendo eleito nas eleições de 2000 com 387 votos, e apoiando o então prefeito reeleito Parola.

## Carreira Política
Vereador (2000)
Foi eleito vereador com 387 votos, sendo base de apoio ao prefeito reeleito Parola.
Reeleição para Vereador (2004)
Reeleito com 782 votos, sendo o mais votado do seu partido. Fez forte oposição ao então prefeito Iran Lima e foi eleito presidente da Câmara Municipal para o biênio 2007-2008.
Prefeito de Moju (2008)
Em 2008, o grupo de oposição, liderado pelo ex-prefeito Parola, lançou IE-IÉ como candidato a prefeito. No entanto, foi derrotado por Iran Lima, que obteve 16.435 votos, enquanto IE-IÉ recebeu 13.676 votos.
Prefeito de Moju (2012)
Disputou novamente o cargo de prefeito, desta vez com o apoio do governador Simão Jatene e outras lideranças políticas do município e estado. Foi eleito com 18.698 votos, derrotando Nazareno Santos (PT), que obteve 13.441 votos.
Prefeito de Moju (2016)
Reeleito com 18.283 votos, derrotando Nilma Lima, esposa do ex-prefeito Iran Lima, que obteve 17.173 votos.
Cassação e Interinidade (2018)
IE-IÉ e seu vice tiveram seus mandatos cassados pelo TRE-PA por 3 votos a 2, devido à contratação irregular de 640 funcionários temporários durante o período eleitoral. Seu filho, vereador Leandro do IE-IÉ, então presidente da câmara, assumiu a prefeitura interinamente, até que se realizassem novas eleições.
Eleições Suplementares (2018)
Na eleição suplementar, indicou seu secretário de transporte, Edilson Martins (Cheira-Flor), que dois dias antes do pleito, teve seu registro de candidatura indeferido. A eleição foi vencida por Nilma Lima, derrotada por IE-IÉ dois anos antes.
Eleições de 2020
Em 2020, apoia a professora Lucinha Cristo, sua ex-secretária de educação, que foi derrotada por Nilma Lima, reeleita prefeita.
Candidatura a Deputado Federal (2022)
IE-IÉ disputou uma vaga para deputado federal pelo PSDB, obtendo 6.034 votos em Moju, dos 7.679 votos que recebeu em todo o estado.
Eleições de 2024

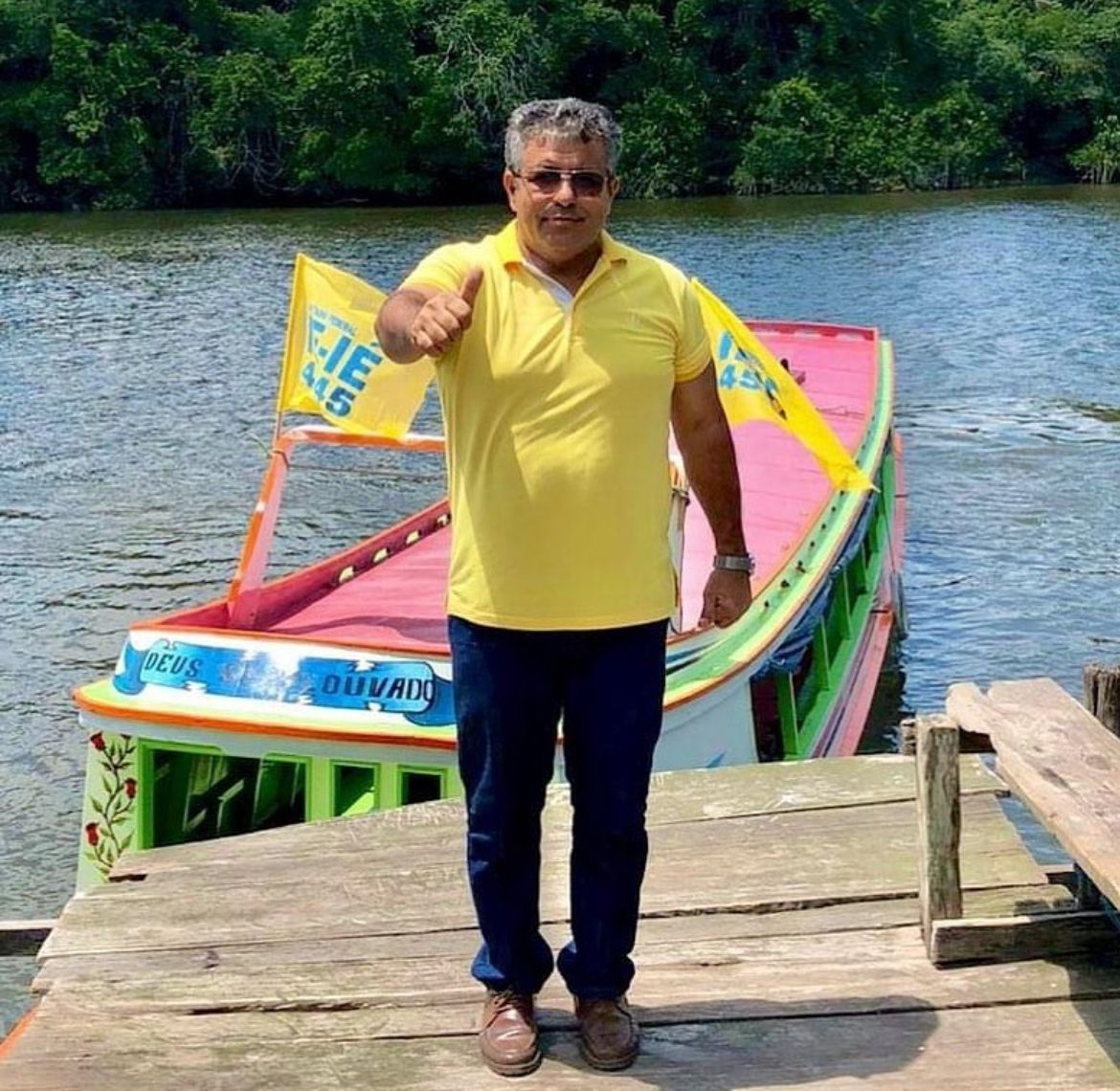
IE-IE em campanha para deputado federal

Disputou pela quarta vez a prefeitura de Moju, ficando na terceira colocação, sendo superado por Gerson Dourão e Rubens Teixeira, sendo este último eleito com 21.473 votos.

## Desempenho eleitoral
| Ano  | Cargo            | Partido | Votos  | %      | Resultado  |
| ---- | ---------------- | ------- | ------ | ------ | ---------- |
| 2000 | Vereador de Moju | PSDB    | 387    | -      | Eleito     |
| 2004 | Vereador de Moju | PSDB    | 782    | -      | Eleito     |
| 2008 | Prefeito de Moju | PSDB    | 13.676 | 45,42% | Não eleito |
| 2012 | Prefeito de Moju | PSDB    | 18.698 | 52,65% | Eleito     |
| 2016 | Prefeito de Moju | PSDB    | 18.283 | 44,92% | Eleito     |
| 2022 | Deputado Federal | PSDB    | 7.679  | -      | Não eleito |
| 2024 | Prefeito de Moju | PSDB    | 6.482  | 13,57% | Não eleito |